# Ohta Jidosha
Ohta Jidosha (яп. オオタ自動車 Ōta Jidōsha) был одним из крупнейших японских автопроизводителей в 1930-е годы.

## История

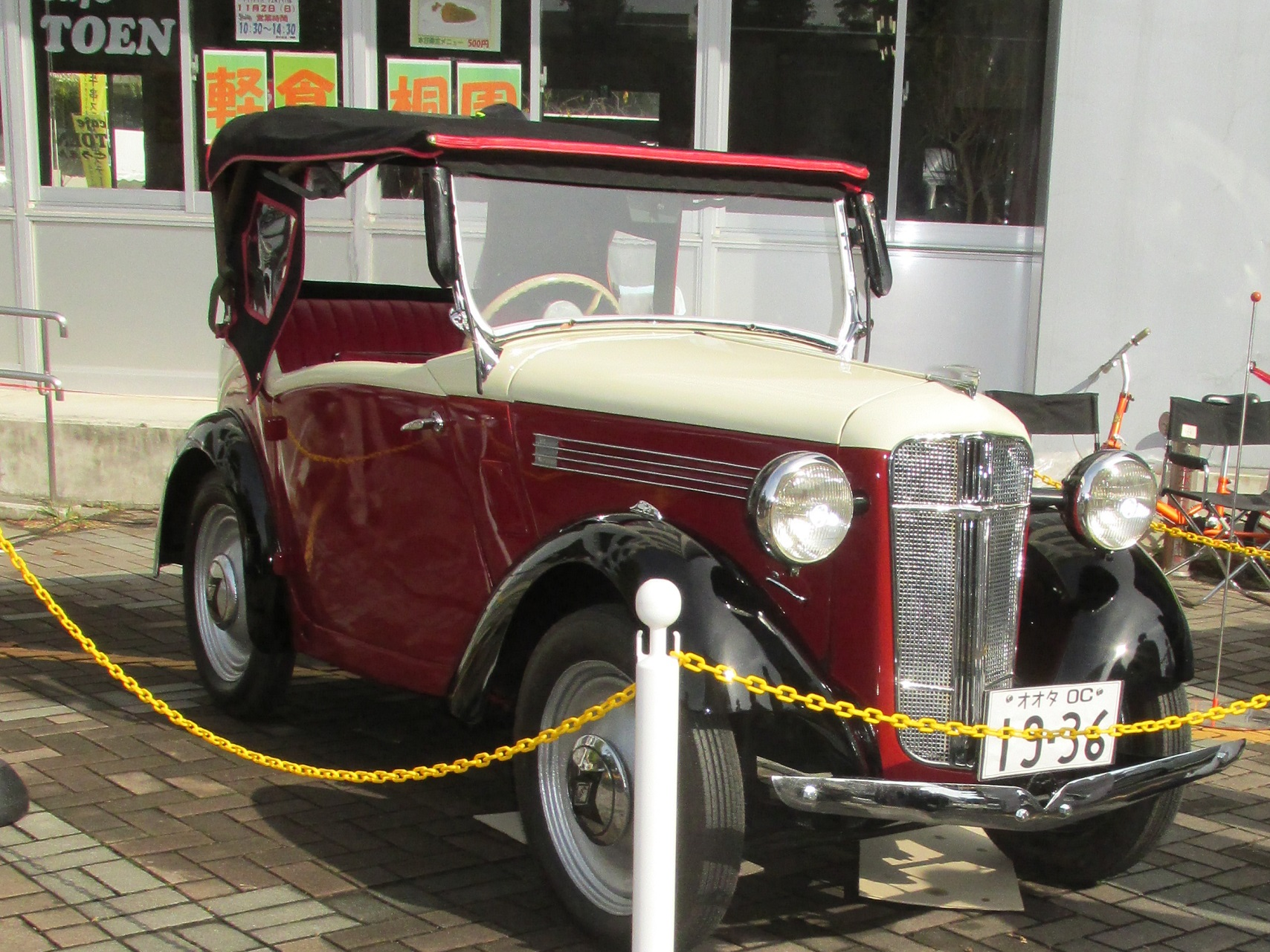
Ohta Phaeton, 1936 г.

Компания была основана в 1922 году, и выпускала автомобили с 1934 по 1957 годы, когда она была приобретена компанией Kurogane и прекратила производство автомобилей.
Ohta Jidosha Seizosho Co., Ltd. была основана Хиро Отой в Токио. Его сын, Юити Ота, позже стал директором по дизайну в компании. В 1922 году компания выпустила прототип, названный Ohta Model OS. Производство автомобиля стартовало в 1934 году с 736-кубовым четырёхцилиндровым двигателем. Ohta Model OC строился в 1936 году и Ohta Model OD выпускался с 1937 по 1939 годы. Компания сменила своё название на Kosoku Kikan Kogyo Co., Ltd. (яп. 高速機関工業) в 1935 году, и затем на Ohta Jidosha Kogyo Co., Ltd. (яп. オオタ自動車工業) в 1947 году.
После Второй мировой войны компания выпускала Model PA, которые часто использовались в качестве такси. Другие модели включали Model OE, Model VK-2 и Model PK-1.
Юити Ота позже разработал Datsun DC-3 и Datsun S211.